# Joe Calzaghe
Joe Calzaghe, conegut com "L'orgull de Gal·les", és un boxejador gal·lès nascut el 23 de març de 1972 a Hammersmith, Londres, considerat el 2008 com un dels 10 millors boxejadors de totes les categories per la Ring Magazine.
Va vèncer en els seus darrers tres combats a Mikkel Kessler, Bernard Hopkins, i finalment a Roy Jones Jr el 8 de novembre de 2008. També va lluitar contra el paraguaià Juan Carlos Giménez Ferreyra, guanyant per knockout.